# Кріс Фергюсон
Крістофер Філіп Фергюсон (англ. Christopher Philip Ferguson; нар. 11 квітня 1963) — американський гравець у покер. Переможець головної події World Series of Poker у 2000 році. Володар п'яти браслетів WSOP. Переможець національного чемпіонату з гри віч-на-віч 2008 року.

## Біографія
Кріс народився у сім'ї математиків. Його батьки є докторами математики та статистики. Батько, Томас Фергюсон, викладає у Каліфорнійському університеті статистику та теорію ігор.
Фергюсон розпочав грати в покер у віці 10 років. У 1994 Кріс почав брати участь у турнірах в Каліфорнії. У 1995 він вперше взяв участь у World Series of Poker. У 2000 році виграв перші 2 браслети, серед них і браслет за перемогу в головній події.
У 2004 році Фергюсон посів 26 місце у головній події. У 2004 він також взяв участь у запуску сайту FullTiltPoker, команду якого він представляє на турнірах.
У 2005 та 2006 роках Фергюсон двічі посідав друге місце у національному чемпіонаті з гри віч-на-віч. У 2005 він програв Філу Гельмуту, а у 2006 — Теду Форресту. У 2008 Кріс здобув перемогу на цьому турнірі.
Кріс Фергюсон відомий також завдяки «задачі Кріса Фергюсона» — йдеться про завдання, котре він поставив перед собою і успішно виконав. Суть завдання полягала у тому, щоб збільшити свій капітал на FullTiltPoker з нуля до 10000 доларів США. Спочатку Кріс змагався у турнірах без плати за участь, пізніше, зібравши певну суму призових, почав брати участь у турнірах з платою за участь.
За свою зовнішність Фергюсон одержав прізвисько «Ісус».